# Rychlobruslení na Zimních olympijských hrách 2018 – 5000 metrů ženy
Závod na 5000 metrů žen na Zimních olympijských hrách 2018 se konal v hale Gangneung Oval v Kangnungu dne 16. února 2018.
Závod vyhrála Nizozemka Esmee Visserová, pro kterou to byla první olympijská medaile v kariéře, následovaná Češkou Martinou Sáblíkovou (obhájkyně zlata z Vancouveru 2010 a Soči 2014) a Ruskou Nataljí Voroninovou.

## Rekordy
Před závodem měly rekordy následující hodnoty:
| Světový rekord    | Martina Sáblíková    | 6:42,66 | Utah Olympic Oval, Salt Lake City | 18. února 2011 |
| Olympijský rekord | Claudia Pechsteinová | 6:46,91 | Utah Olympic Oval, Salt Lake City | 23. února 2002 |
| Rekord dráhy      | Martina Sáblíková    | 6:52,38 |                                   | 11. února 2017 |

V závodě pokořila rekord dráhy Esmee Visserová, která dobruslila do cíle v čase 6:50,23. Svůj předchozí rekordní čas tratě překonala také druhá Martina Sáblíková.

## Výsledky
| Pořadí           | Dvojice | Dráha | Jméno                     | Země                         | Čas     | Ztráta |
| ---------------- | ------- | ----- | ------------------------- | ---------------------------- | ------- | ------ |
| Zlatá medaile    | 4       | O     | Esmee Visserová           | Nizozemsko                   | 6:50,23 | 0,00   |
| Stříbrná medaile | 6       | O     | Martina Sáblíková         | Česko                        | 6:51,85 | +1,62  |
| Bronzová medaile | 6       | I     | Natalja Voroninová        | Olympijští sportovci z Ruska | 6:53,98 | +3,75  |
| 4.               | 1       | I     | Annouk van der Weijdenová | Nizozemsko                   | 6:54,17 | +3,94  |
| 5.               | 5       | I     | Ivanie Blondinová         | Kanada                       | 6:59,38 | +9,15  |
| 6.               | 3       | O     | Isabelle Weidemannová     | Kanada                       | 6:59,88 | +9,65  |
| 7.               | 1       | O     | Marina Zujevová           | Bělorusko                    | 7:04,41 | +14,18 |
| 8.               | 5       | O     | Claudia Pechsteinová      | Německo                      | 7:05,43 | +15,20 |
| 9.               | 4       | I     | Misaki Ošigiriová         | Japonsko                     | 7:07,71 | +17,48 |
| 10.              | 2       | I     | Jelena Peetersová         | Belgie                       | 7:10,26 | +20,03 |
| 11.              | 2       | O     | Carlijn Schoutensová      | Spojené státy americké       | 7:13,28 | +23,05 |
| 12.              | 3       | I     | Nana Takagiová            | Japonsko                     | 7:17,45 | +27,22 |

### Mezičasy medailistek
| Jméno              | Země                         | 200 m         | 600 m         | 1000 m          | 1400 m          | 1800 m          | 2200 m          | 2600 m          | 3000 m          | 3400 m          | 3800 m          | 4200 m          | 4600 m          | Cíl             |
| ------------------ | ---------------------------- | ------------- | ------------- | --------------- | --------------- | --------------- | --------------- | --------------- | --------------- | --------------- | --------------- | --------------- | --------------- | --------------- |
| Esmee Visserová    | Nizozemsko                   | 21,06 (+0,46) | 53,71 (+0,80) | 1:26,48 (+1,50) | 1:58,96 (+1,40) | 2:31,33 (+0,90) | 3:03,49 (+0,08) | 3:35,71 (0,00)  | 4:07,90 (0,00)  | 4:40,05 (0,00)  | 5:12,30 (0,00)  | 5:44,53 (0,00)  | 6:17,10 (0,00)  | 6:50,23 (0,00)  |
| Martina Sáblíková  | Česko                        | 20,94 (+0,34) | 53,02 (+0,11) | 1:25,56 (+0,58) | 1:58,16 (+0,60) | 2:30,77 (+0,34) | 3:03,41 (0,00)  | 3:36,32 (+0,61) | 4:09,08 (+1,18) | 4:41,81 (+1,76) | 5:13,96 (+1,66) | 5:46,38 (+1,85) | 6:19,02 (+1,92) | 6:51,85 (+1,62) |
| Natalja Voroninová | Olympijští sportovci z Ruska | 20,60 (0,00)  | 52,91 (0,00)  | 1:24,98 (0,00)  | 1:57,56 (0,00)  | 2:30,43 (0,00)  | 3:03,44 (+0,03) | 3:36,17 (+0,46) | 4:09,30 (+1,40) | 4:42,00 (+1,95) | 5:14,95 (+2,65) | 5:47,70 (+3,17) | 6:21,06 (+3,96) | 6:53,98 (+3,75) |